# 顧紳
顧紳（1563年—？），字知非，號初臨，雲南鶴慶府軍籍，直隸崑山縣人，明朝政治人物。

## 生平
萬曆十年（1582年）壬午科雲南鄉試二十一名舉人，萬曆十四年（1586年）丙戌科會試一百四十一名，登三甲第一百七十四名進士。吏部观政，本年十二月授山東馆陶县知县，卒于官。

## 家族
曾祖顧行；祖父顧清；父顧志魁。前母吳氏；母彭氏；繼母黃氏。具庆下。弟顾绶（生员）。